# Miss Europe 1929

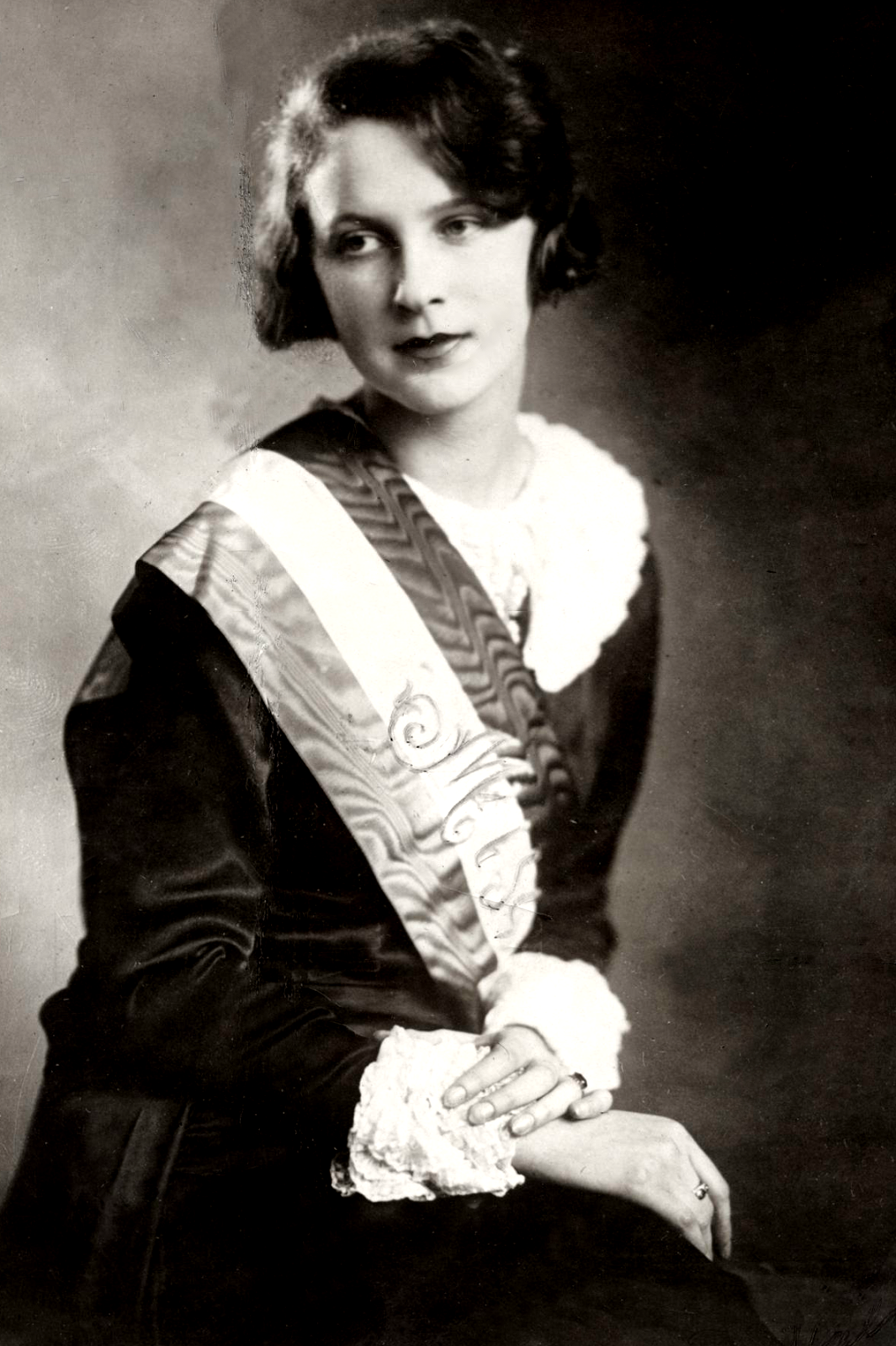
Erzsébet „Böske“ Simon, Miss Ungarn und Miss Europe 1929

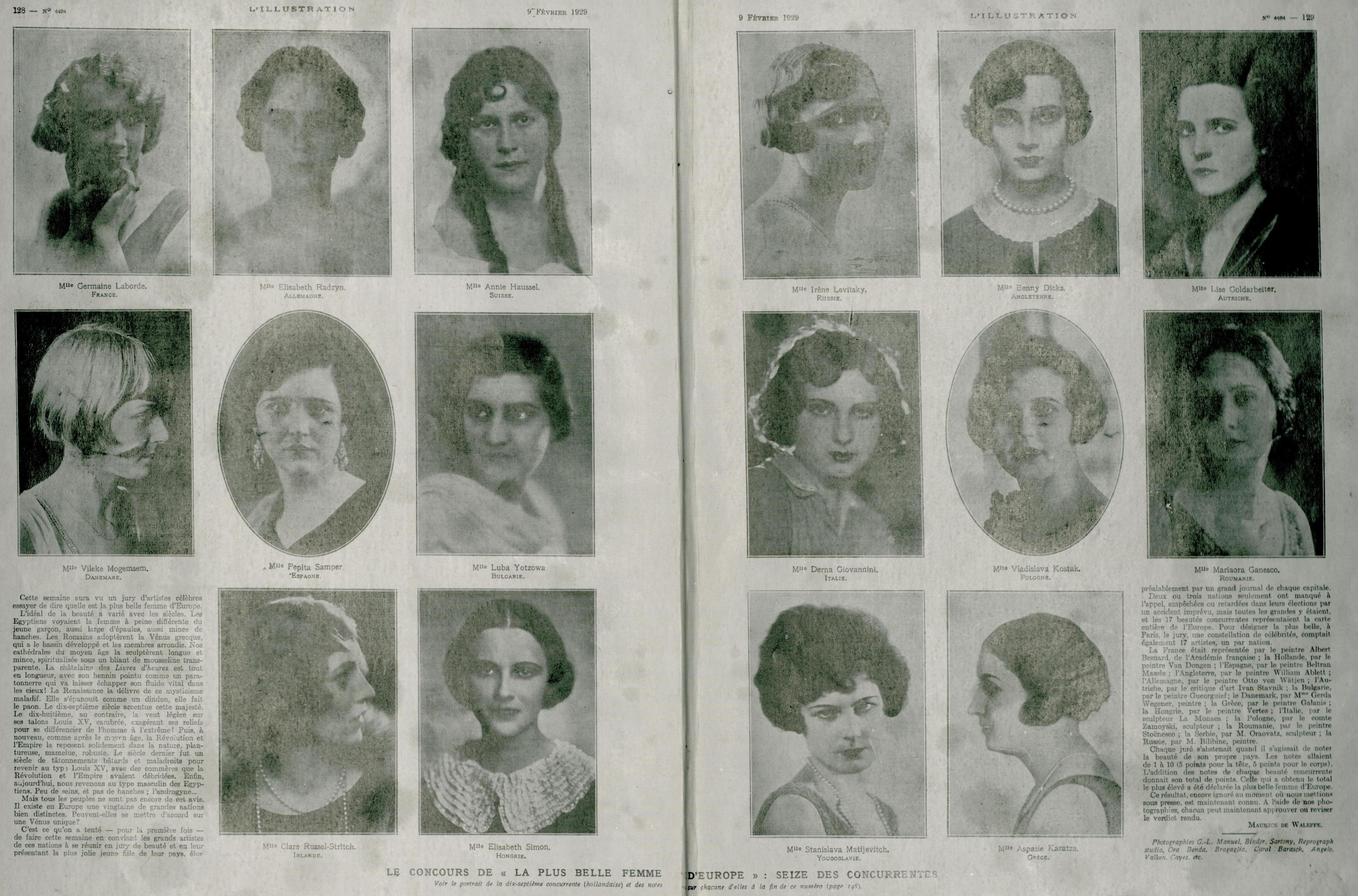
Porträts von 16 der 18 Teilnehmerinnen in L’Illustration

Der Wettbewerb um die Miss Europe 1929 war der erste, den das Comité pour l’election de Miss Europe durchführte. Dies war im Jahre 1928 durch den französischen Journalisten Maurice de Waleffe (1874–1946) ins Leben gerufen worden und organisierte den Wettbewerb kontinuierlich bis 1938. Waleffe hatte bereits 1920 den Wettbewerb um die Miss France begründet.
Die Kandidatinnen bei der Premiere waren in ihren Herkunftsländern unter Beteiligung großer Zeitungen oder illustrierter Zeitschriften ausgewählt worden:
Bulgarien: Zora (Зора), Dänemark: B.T., Deutschland: 8 Uhr-Abendblatt, England und Irland: Daily Mail, Frankreich: Le Journal (von Waleffe herausgegeben), Griechenland: Eleftheron Vima (Ελεύθερον Βήμα), Holland: Het Leven, Italien: Novo Italia, Jugoslawien: Vrémé (Време), Österreich: Neues Wiener Tagblatt, Polen: Kurier Czerwony, Rumänien: Universul, (Exil-)Russland: La Russie illustrée (Иллюстрированная Россия), Schweiz: Le Genevois, Spanien: A.B.C., Ungarn: Színházi élet.
Die Veranstaltung fand am 7. Februar 1929 in der Pariser Oper statt. Es gab 18 Bewerberinnen.
| Land                    | Schreibweise bei Pageantopolis | Weitere, zeitgenössische, Schreibweisen    | Schreibweise in der Heimatsprache   |
| ----------------------- | ------------------------------ | ------------------------------------------ | ----------------------------------- |
| Platzierungen           |                                |                                            |                                     |
| 1. Ungarn               | Elzbieta „Böske“ Simon         | Bözsi Simon, Elisabeth Simon               | Simon Erzsébet „Böske“              |
| 2. Polen                | Wladyslawa Kostakowna          | Vladislava Kostak                          | Władysława Kostakówna               |
| 3. Frankreich           | Germaine Laborde               |                                            | Germaine Laborde                    |
| Weitere Teilnehmerinnen |                                |                                            |                                     |
| Bulgarien               | Luba Yotzoff                   | Luba Yotzova                               | Люба Йоцова                         |
| Dänemark                | Vibeke Mogensen                |                                            |                                     |
| Deutsches Reich         | Elisabeth Yvette Rodzyn        | Elisabeth Radzyn                           | Elisabeth Rodzyn                    |
| England                 | Benny Dick                     | Bennie Dick                                | Benny Dick                          |
| Griechenland            | Aspasie Karatja                | Aspasie Karatza                            | Ασπασία Καρατζά                     |
| Irischer Freistaat      | Clara Russell-Stritch          | Clare Russell-Stritch, Clare Russel Strich |                                     |
| Königreich Italien      | Derna Giovannini               |                                            |                                     |
| Jugoslawien             | Stanislava Matijevitch         |                                            | Stana Matejević                     |
| Luxemburg               | Ketty Hipp                     |                                            |                                     |
| Niederlande             | Johanna Koopman                |                                            | Johanna „Jopie“ Koopman             |
| Österreich              | Lisl Goldarbeiter A            | Lise Goldarbeiter                          | Lisl (Liesl-Elisabeth) Goldarbeiter |
| Rumänien                | Mariaora Ganesco               |                                            | Mariaora Gănesco                    |
| Russland B              | Irina Levitskaya               |                                            | Ирина Левицкая                      |
| Schweiz                 | Annie Haussel                  | Anne Haussel, Annie Haussl                 |                                     |
| Spanien                 | Pepita Samper                  |                                            | Pepita Samper                       |